# Verklista för Franz Schubert
Verklista för Franz Schubert
Förkortningen ”D” refererar till "Deutsch", som står för Otto Erich Deutsch. Deutsch var den som katalogiserade Schuberts verk i kronologisk ordning efter kompositionsdatum. Denna katalog har uppdaterats flera gånger beroende på nya forskningsrön avseende verkens tillkomst. Därav följer att listan ibland upptar alternativa nummer.
Endast ett fåtal, knappt 100, av Schuberts verk fick opusnummer under Schuberts livstid. Ungefär hälften av opusnumren har tillkommit postumt och indikerar inte i vilken ordning verken tillkommit utan i vilken ordning de publicerades. Sedan slutet av 1800-talet har ingen ny opusnumrering gjorts utan D-numren är de som använts.

## D 1 till D 50
- D 1 Fantasia i G-dur för fyrhändigt piano
- D 2 Stråkkvartett i G-dur (fragment)
- D 2a Ouvertyr i D-dur för orkester; tidigare D 996
- D 2b Fragment av en symfoni i D-dur; tidigare D 997
- D 2c Fragment av en stråkkvartett i d-moll/F-dur; tidigare D 998
- D 2d Sex menuetter för piano; tidigare D 995
- D 2e Fantasia i c-moll för piano; tidigare D 993
- D 2f Trio ur en menuett i C-dur (skiss)
- D 3 Satser för stråkkvartett (publicerad 1978)
- D 4 Ouvertyr till "Der Teufel als Hydraulicus"
- D 5 Lied "Hagar's Klage"
- D 6 Lied "Des Mädchens Klage"
- D 7 Lied "Eine Leichenphantasie"
- D 8 Ouvertyr för stråkkvintett i c-moll (publicerad 1970)
- D 8a Ouvertyr för stråkkvartett i c-moll (arrangemang av D 8)
- D 9 Fantasia i g-moll för fyrhändigt piano
- D 10 Lied "Der Vatermörder"
- D 11 Sångspel "Der Spiegelritter" (endast första akten, ofullst.)
- D 12 Ouvertyr i D-dur för orkester
- D 13 Fuga i d-moll (ej publicerad)
- D 14 Ouvertyr för piano (förkommen)
- D 15 Lied "Der Geistertanz" (två fragment, skisser)
- D 16 Övningar i imitation
- D 17 Arrangemang av "Quel' innocente figlio" för olika röster (övningar för Salieri)
- D 18 Stråkkvartett, nr 1 (i olika tonarter)
- D 19 Stråkkvartett (i olika tonarter) (förkommen)
- D 19a Stråkkvartett (i olika tonarter) (förkommen)
- D 19b Valser och marsch (förkommen)
- D 20 Ouvertyr för stråkkvartett i Bb-dur (förkommen)
- D 21 Sex variationer i Ess-dur (förkommen)
- D 22 Tolv menuetter med trior (förkommen)
- D 23 Lied "Klaglied"
- D 24 Variationer i F-dur (opublicerad)
- D 24a Fuga i C-dur (för orgel?)
- D 24b Fuga i G-dur (för orgel?)
- D 24c Fuga i d-moll (för orgel?)
- D 24d Fuga i C-dur för piano (fragment)
- D 24e Mässa (i F-dur?) (fragment)
- D 25 Övningar i kontrapunkt (ej publicerad)
- D 25c Fuga i F-dur för piano (fragment)
- D 26 Ouvertyr i D-dur för orkester
- D 27 Salve Regina i F-dur för sopran, orkester och orgel
- D 28 Trio i Bb-dur, sonat för piano, violin och cello
- D 29 Andante i C-dur för piano (arrangemang av stråkkvartett, nr 3)
- D 30 Lied "Der Jüngling am Bache"
- D 31 Kyrie till en mässa i d-moll för kör, orkester och orgel
- D 32 Stråkkvartett, nr 2 i C-dur
- D 33 Arrangemang av "Entra l'uomo allor che nasce" för olika röster
- D 34 Arrangemang av "Te solo adoro" för fyra blandade röster (övning för Salieri)
- D 35 Arrangemang av "Serbate, o Dei custodi" för olika röster (övning för Salieri)
- D 36 Stråkkvartett, nr 3 i Bb-dur
- D 37 Lied "Die Advokaten"
- D 37a Fugaskisser i Bb-dur; tidigare D 967
- D 38 Trio "Totengräberlied"
- D 39 Skiss till en lied "Ich sass an einer Tempelhalle am Musenhain" (ej publicerad)
- D 39a Tre menuetter och trior (förkommen)
- D 40 Stråkkvartett i Ess-dur (förkommen), möjligen identisk med D 87
- D 41 Menuetter med trior för piano (i enkel "easy stil")
- D 41a Fuga i e-moll för piano (fragment)
- D 42 Lied "Misero pargoletto"
- D 43 Trio "Dreifach ist der Schritt der Zeit ..."
- D 44 Lied "Totengräberlied"
- D 45 Kyrie i Bb-dur
- D 46 Stråkkvartett, nr 4 i C-dur
- D 47 Sång för blandad kör med tenorsoli och piano "Dithyrambe" (fragment)
- D 48 Fantasia i c-moll för fyrhändigt piano ("Grande Sonate")
- D 49 Kyrie i d-moll för kör och orkester (fragment)
- D 50 Lied "Die Schatten"

## D 51 till D 100
- D 51 Trio "Unendliche Freude"
- D 52 Lied "Sehnsucht" (första versionen, andra versionen är D 636)
- D 53 Trio "Vorüber die stöhnende Klage"
- D 54 Kanon "Unendliche Freude"
- D 55 Trio "Selig durch die Liebe"
- D 56 Sanctus, kanon för tre röster i Bb-dur
- D 57 Trio "Hier strecket der wallende Pilger"
- D 58 Trio "Dessen Fahne Donnerstürme wallte"
- D 59 Lied "Verklärung"
- D 60 Trio "Hier umarmen sich getreue Gatten"
- D 61 Lied "Ein jugendlicher Maienschwung"
- D 62 Trio "Thronend auf erhabnem Sitz"
- D 63 Trio "Wer die steile Sternenbahn"
- D 64 Trio "Majestät'sche Sonnenrosse"
- D 65 Kanon "Schmerz verzerret ihr Gesicht"
- D 66 Kyrie i F-dur för kör, orkester och orgel
- D 67 Trio "Frisch atmet des Morgens lebendiger Hauch"
- D 68 Stråkkvartett, nr 5 i Bb-dur (två allegrosatser, resten förmodligen förkommet)
- D 69 Kanon "Dreifach ist der Schritt der Zeit" för tre röster
- D 70 Kanon "Ewig still steht die Vergangenheit" för tre röster
- D 71 Trio "Die zwei Tugendwege"
- D 71a Kanon "Alleluja" i F-dur
- D 71b Fuga i e-moll för piano (fragment)
- D 71c Fragment av en orkestersats i D-dur; tidigare D 966a
- D 72 Menuett och final i F-dur av en oktett för blåsare
- D 72a Allegro i F-dur för blåsaroktett (ofullbordad)
- D 73 Lied "Thekla"
- D 74 Stråkkvartett, nr 6 i D-dur
- D 75 Dryckesvisa för bassolo med manskör och piano
- D 76 Lied "Pense, che questo istante"
- D 77 Lied "Der Taucher" (första versionen, den andra är D 111)
- D 78 Lied "Son fra l'onde"
- D 79 "Eine kleine Trauermusik" för blåsare
- D 80 Kantate zur Namensfeier des Vaters för tre mansröster och gitarr
- D 81 Lied "Auf den Sieg der Deutschen" (ackompanjemang av två violiner och cello)
- D 82 Symfoni, nr 1 i D-dur
- D 83 Lied "Zur Namensfeier des Herrn Andreas Siller" med violin och harpa
- D 84 Opera "Des Teufels Lustschloss" (23 satser)
- D 85 Offertorium i C-dur (fragment), ej publicerad
- D 86 Menuett i D-dur för stråkkvartett
- D 87 Stråkkvartett, nr 10 i Ess-dur
- D 87a Andante i C-dur (för stråkkvartett?)
- D 88 Kanon "Verschwunden sind die Schmerzen"
- D 89 Fem menuetter med sex trior för stråkkvartett
- D 90 Fem "Deutsche Tänze" med coda och sju trior för stråkkvartett
- D 91 Två menuetter och fyra trior för piano (opublicerad)
- D 92 Kanon för två röster (förkommen)
- D 93 Tre sånger från Don Gayseros
- D 94 Stråkkvartett, nr 7 i D-dur
- D 94a Orkesterfragment Bb-dur
- D 94b Fem menuetter och sex Deutsche med trior (förkommen)
- D 95 Lied "Adelaide"
- D 96 Kvartett i G-dur för flöjt, gitarr, viola och cello (arrangemang av Wenzel Thomas Matiegkas, Notturno för flöjt, viola och gitarr, op. 21)
- D 97 Lied "Trost. An Elisa"
- D 98 Lied "Erinnerung"
- D 99 Lied "Andenken"
- D 100 Lied "Geisternähe"

## D 101 till D 150
- D 101 Lied "Erinnerung (Totenopfer)"
- D 102 Lied "Die Betende"
- D 103 Stråkkvartett i c-moll
- D 104 Lied "Die Befreier Europas in Paris"
- D 105 Mässa, nr 1 i F-dur
- D 106 Salve Regina i Bb-dur för tenor, orkester och orgel
- D 107 Lied "Lied aus der Ferne"
- D 108 Lied "Der Abend"
- D 109 Lied "Lied der Liebe"
- D 110 Cantata "Wer ist gross?" för bassolo och kör med orkester
- D 111 Lied "Der Taucher" andra versionen, den första är D 77
- D 111a Stråktrio i Bb-dur (fragment), förkommen
- D 112 Stråkkvartett, nr 8 i Bb-dur
- D 113 Lied "An Emma"
- D 114 Lied "Romanze"
- D 115 Lied "An Laura, als sie Klopstocks Auferstehunglied sang"
- D 116 Lied "Der Geistertanz"
- D 117 Lied "Das Mädchen aus der Fremde"
- D 118 Lied "Gretchen am Spinnrade", op. 2
- D 119 Lied "Nachtgesang"
- D 120 Lied "Trost in Tränen"
- D 121 Lied "Schäfers Klagelied", op. 3, nr 1 (två versioner)
- D 122 Lied "Ammenlied"
- D 123 Lied "Sehnsucht (två versioner)
- D 124 Lied "Am See"
- D 125 Symfoni, nr 2 i Bb-dur
- D 126 Lied "Szene aus Goethe's Faust"
- D 127 Kanon "Selig alle, die im Herrn entschlafen" (förkommen)
- D 128 Tolv "Wiener Deutsche Tänze" för piano
- D 129 Trio "Mailied"
- D 130 Kanon för tre röster "Der Schnee zerrinnt"
- D 131 Två kanon för tre röster "Lacrimoso son io"
- D 132 Trio "Lied beim Rundtanz (förkommen)
- D 133 Trio "Lied im Freien (förkommen)
- D 134 Lied "Ballade"
- D 135 Trio för piano till Waltz op. 127, nr 3 se D 139
- D 136 "Erstes Offertorium" i C-dur för sopran, tenor, klarinett eller violin concertante, orkester och orgel
- D 137 Opera "Adrast" (fragment), endast 13 satser
- D 138 Lied "Rastlose Liebe", op. 5, nr 1
- D 139 Walzer i Ciss-dur för piano med trio i A-dur
- D 141 Lied "Klage um Ali Bey"
- D 142 Lied "Der Mondabend"
- D 142 Lied "Geistes-Gruß"
- D 143 Lied "Genügsamkeit"
- D 144 Lied "Romanze"
- D 145 Tolv Walzer, sjutton Ländler och nio Écossaises för piano, op. 18
- D 146 Tjugo Walzer för piano "Letzte Wlazer"
- D 147 Trio "Bardengesang"
- D 148 Lied "Trinklied"
- D 149 Lied "Der Sänger" 'Was hör ich draußen vor der Tür'
- D 150 Lied "Loda's Gespenst"

## D 151 till D 200
- D 151 Lied "Auf einen Kirchhof"
- D 152 Lied "Minona"
- D 153 Lied "Als ich sie erröten sah"
- D 154 Allegro i E-dur för piano första satsen ur en sonata
- D 155 Lied "Das Bild"
- D 156 Tio variationer i F-dur för piano
- D 157 Sonata (nr 1) i E-dur för piano
- D 158 Écossaise i F-dur för piano
- D 159 Lied "Die Erwartung"
- D 160 Lied "Am Flusse"
- D 161 Lied "An Mignon", op. 19, nr 2
- D 162 Lied "Nähe des Geliebten", op. 5, nr 2
- D 163 Lied "Sängers Morgenlied"
- D 164 Lied "Liebesrausch" första versionen, fragment, andra versionen är D 179
- D 165 Lied "Sängers Morgenlied"
- D 166 Lied "Amphiaraos"
- D 167 Mässa nr 2 i G-dur
- D 168 Kvartett "Begräbnislied"
- D 168a Osterlied (tidigare D 987)
- D 169 Unison Lied "Trinklied vor der Schlacht"
- D 170 Lied med kör "Schwertlied"
- D 171 Lied "Gebet während der Schlacht"
- D 172 Lied "Der Morgenstern"
- D 173 Stråkkvartett, nr 9 i g-moll
- D 174 Lied "Das war ich"
- D 175 Stabat Mater i g-moll för kör, orkester och orgel
- D 176 Lied "Die Sterne"
- D 177 Lied "Vergebliche Liebe"
- D 178 Adagio i G-dur för piano(två versioner)
- D 179 Lied "Liebesrausch" andra versionen
- D 180 Lied "Sehnsucht der Liebe"
- D 181 Offertory i a-moll för kör, orkester och orgel
- D 182 Lied "Die erste Liebe"
- D 183 Lied "Trinklied"
- D 184 Gradual i C-dur för kör, orkester och orgel
- D 185 Andra Dona, för Mässa i F-dur, för kvartett med blandad kör, orkester och orgel för D 105
- D 186 Lied "Die Sterbende"
- D 187 Lied "Stimme der Liebe"
- D 188 Lied "Naturgenuss"
- D 189 Lied "An die Freude"
- D 190 Singspiel "Der vierjährige Posten", nr 5 "Gott! höre meine Stimme"
- D 191 Lied "Der Mädchens Klage"
- D 192 Lied "Der Jüngling am Bache"
- D 193 Lied "An den Mond"
- D 194 Lied "Die Mainacht"
- D 195 Lied "Amalia"
- D 196 Lied "An die Nachtigall"
- D 197 Lied "An die Apfelbäume, wo ich Julien erblickte"
- D 198 Lied "Seufzer"
- D 199 "Mailied" för två röster eller två horn
- D 200 Symfoni, nr 3 i D-dur

## D 201 till D 250
- D 201 Lied "auf den Tod einer Nachtigall"
- D 202 "Mailied" för två röster eller två horn
- D 203 "Der Morgenstern" för två röster eller två horn
- D 204 "Jägerlied" för två röster eller två horn
- D 205 "Lützow's wilde Jagd" för två röster eller två horn
- D 206 Lied "Liebeständelei"
- D 207 Lied "Der Liebende"
- D 208 Lied "Die, Nonne" första versionen
- D 209 Lied "Der Liedler"
- D 210 Lied "Die Liebe (Freudvoll und Liedvoll)"
- D 211 Lied "Adelwold und Emma"
- D 212 Lied "Die, Nonne" andra versionen
- D 213 Lied "Der Traum"
- D 214 Lied "Die Laube"
- D 215 Lied "Jägers Abendlied" första versionen, den andra är D 368
- D 216 Lied "Meeres Stille", op. 3, nr 2
- D 217 Lied "Colma's Klage"
- D 218 Lied "Grablied"
- D 219 Lied "Das Finden"
- D 220 Sångspel "Fernando" i en akt, 7 nummer
- D 221 Lied "Der Abend"
- D 222 Lied "Lieb Minna"
- D 223 Salve Regina (Zweites Offertorium) i F-dur för sopran, orkester och orgel två versioner
- D 224 Lied "Wandrers Nachtlied" I, op. 4, nr 3
- D 225 Lied "Der Fischer", op. 5, nr 3
- D 226 Lied "Erster Verlust", op. 5, nr 4
- D 227 Lied "Idens Nachtgesang"
- D 228 Lied "Von Ida"
- D 229 Lied "Die Erscheinung"
- D 230 Lied "Die Täuschung"
- D 231 Lied "Das Sehnen"
- D 232 Kvartett "Hymne an den Unendlichen"
- D 233 Lied "Geist der Liebe"
- D 234 Lied "Tischlied"
- D 235 Lied "Abends unter der Linde"
- D 236 Lied "Das Abendrot" för tre röster med piano
- D 237 Lied "Abends unter der Linde"
- D 238 Lied "Die Mondnacht"
- D 239 Singspiel "Claudine von Villa Bella" ofullst.

1. "Das hast du wohl bereitet"
2. "Fröhlicher, seliger, herrlicher Tag!"
3. "Hin und wieder fliegen die Pfeile"
4. "Alle Freuden alle Gaben"
5. "Es erhebt sich eine Stimme"
6. "Liebe schwärmt auf allen Wegen"
7. "Mit Mädchen sich vertragen"
8. "Deinem Willen nachzugeben"
9. "Liebliches Kind, kannst du mir sagen"
10. "Mich umfängt ein banger Schauer"

- D 240 Lied "Huldigung"
- D 241 Lied "Alles um Liebe"
- D 242a Lied "Winterlied " (fragment)
- D 245 Lied "An den Frühling"
- D 246 Lied "Die Bürgschaft"
- D 247 Lied "Die Spinnerin"
- D 248 Lied "Lob des Tokayers"
- D 249 Cantata "Die Schlacht" (skiss), ej publicerad. Andra skissen är D 387
- D 250 Lied "Das Geheimnis"

## D 251 till D 300
- D 251 Lied "Hoffnung" första versionen, den andra är D 637
- D 252 Lied "Das Mädchen aus der Fremde" andra versionen, den första är D 117
- D 253 Lied "Punschlied. Im, Norden zu singen"
- D 254 Lied "Der Gott und die Bajadere"
- D 255 Lied "Der Rattenfänger"
- D 256 Lied "Der Schatzgräber"
- D 257 Lied "Heideröslein", op. 3, nr 3
- D 258 Lied "Bundeslied"
- D 259 Lied "An den Mond"
- D 260 Lied "Wonne der Wehmut"
- D 261 Lied "Wer kauft Liebesgötter?"
- D 262 Lied "Die Fröhlichkeit"
- D 263 Lied "Cora an die Sonne"
- D 264 Lied "Der Morgenkuss"
- D 265 Lied "Abendständchen. An Lina"
- D 266 Lied "Morgenlied"
- D 267 Kvartett "Trinklied"
- D 268 Kvartett "Bergknappenlied"
- D 269 Trio "Das Leben"
- D 270 Lied "An die Sonne"
- D 271 Lied "Der Weiberfreund"
- D 272 Lied "An die Sonne"
- D 273 Lied "Lilla an die Morgenröte"
- D 274 Lied "Tischlerlied"
- D 275 Lied "Totenkranz für ein Kind"
- D 276 Lied "Abendlied"
- D 277 Trio "Punschlied"
- D 278 Lied "Ossians Lied nach dem Falle Nathos'"
- D 279 Sonata, nr 2 i C-dur
- D 280 Lied "Das Rosenband"
- D 281 Lied "Das Mädchen von Inistore"
- D 282 Lied "Cronnan"
- D 283 Lied "An den Frühling"
- D 284 Lied "Lied"
- D 285 Lied "Furcht der Geliebten"
- D 286 Lied "Selma und Selmar"
- D 287 Lied "Vaterlandslied"
- D 288 Lied "An Sie"
- D 289 Lied "Die Sommernacht"
- D 290 Lied "Die frühen Gräber"
- D 291 Lied "Dem Unendlichen"
- D 291b Lied "Dem Unendlichen"
- D 292 Lied "Klage"
- D 293 Lied "Shilric und Vinvela"
- D 294 "Namensfeier" für Franz Michael Vierhalter
- D 295 Lied "Hoffnung"
- D 296 Lied "An den Mond"
- D 297 Lied "Augenlied"
- D 298 Lied "Liane"
- D 299 Tolv Écossaises för piano
- D 300 Lied "Der Jüngling an der Quelle"

## D 301 till D 350
- D 301 Lied "Lambertine"
- D 302 Lied "Labetrank der Liebe"
- D 303 Lied "An die Geliebte"
- D 304 Lied "Wiegenlied"
- D 305 Lied "Mein Gruss an den Mai"
- D 306 Lied "Skolie"
- D 307 Lied "Die Sternenwelten"
- D 308 Lied "Die Macht der Liebe"
- D 309 Lied "Das gestörte Glück"
- D 310 Lied "Sehnsucht (två versioner)
- D 311 Lied "An den Mond"
- D 312 Lied "Hektors Abschied"
- D 313 Lied "Die Sterne"
- D 314 Lied "Nachtgesang"
- D 315 Lied "An Rosa I"
- D 316 Lied "An Rosa II"
- D 317 Lied "Idens Schwanenlied"
- D 318 Lied "Schwanengesang"
- D 319 Lied "Luisens Antvårt"
- D 320 Lied "Der Zufriedene"
- D 321 Lied "Kennst du das Land?"
- D 321 Lied "Mignon"
- D 322 Lied "Hermann und Thusnelda"
- D 323 Lied "Klage der Ceres"
- D 324 Mässa, nr 3 i Bb-dur
- D 325 Lied "Harfenspieler I"
- D 326 Sångspel "Die Freunde von Salamanka" 18 nummer
- D 327 Lied "Lorma"
- D 328 Lied "Erlkönig" opus 1, 1815
- D 329 Lied "Die drei Sänger"
- D 329a Skiss ur en quartet "Das Grab"
- D 330 Lied "Das Grab" första versionen, den andra är D 377, den tredje är D 569
- D 331 Kvartett "Der Entfernten"
- D 332 Kvartett "Der Entfernten (förkommen)
- D 333 Trio "Lass dein Vertrauen nicht schwinden (förkommen)
- D 334 Menuett i A-dur med trio för piano
- D 335 Menuett i E-dur med två trior för piano
- D 336 Menuett i D-dur med trio för piano
- D 337 Lied för manskör "Die Einsiedelei"
- D 338 Lied för manskör "An den Frühling"
- D 339 Trio "Amor's Macht (förkommen)
- D 340 Trio "Badelied (förkommen)
- D 341 Trio "Sylphen (förkommen)
- D 342 Lied "Seraphine an ihr Klavier" även kallad "An mein Klavier"
- D 343 Lied "Am Tage Aller Seelen  "Litanei auf das Fest Aller Seelen"
- D 344 Lied "Am ersten Maimorgen" (opublicerad)
- D 345 Concerto, även kallad Konzertstück, i D-dur för violin och orkester
- D 346 Allegretto i C-dur för piano (fragment)
- D 347 Allegro moderato i C-dur för piano (fragment)
- D 348 Andantino i C-dur för piano (fragment)
- D 349 Adagio i C-dur för piano (fragment)
- D 350 Lied "Der Entfernten"

## D 351 till D 400
- D 351 Lied "Fischerlied"
- D 352 Lied "Licht und Liebe" även kallad "Nachtgesang"
- D 353 Stråkkvartett, nr 11 i E-dur
- D 354 Four "Kornische Ländler" i D-dur
- D 355 Eight Ländler i fiss-moll för piano
- D 356 Kvartett "Trinklied"
- D 357 Kanon "Gold'ner Schein" för tre röster
- D 358 Lied "Die Nacht"
- D 359 Lied "Lied der Mignon"
- D 360 Lied "Lied eines Schiffers an die Dioskuren"
- D 361 Lied "Am Bach im Frühlinge"
- D 362 Lied "Lied" första versionen, den andra är D 501
- D 363 Lied "An Chloen" (fragment), ej publicerad
- D 364 Kvartett "Fischerlied"
- D 365 36 Originaltänze för piano, op. 9
- D 366 17 Deutsche Tänze, Ländler, för piano
- D 367 Lied "Der König in Thule", op. 5, nr 5
- D 368 Lied "Jägers Abendlied" andra versionen, op. 3, nr 4
- D 369 Lied "An Schwager Kronos", op. 19, nr 1
- D 370 8 Ländler i D-dur för piano
- D 371 Lied "Klage"
- D 372 Lied "An die Natur"
- D 373 Lied "Lied"
- D 374 Sex Ländler i Bb-dur för violinsolo
- D 375 Lied "Der Tod Oskar's"
- D 376 Lied "Lorma"
- D 377 Lied "Das Grab", även kallad "Das stille Land"
- D 378 8 Ländler i Bb-dur för piano
- D 379 Deutsches Salve Regina, i F-dur
- D 380 Två menuetter med en trio till varje, för piano
- D 381 Lied "Morgenlied"
- D 382 Lied "Abendlied"
- D 383 Stabat Mater i F-dur
- D 384 Sonatina i D-dur för piano och violin, op. posth. 137, nr 1
- D 385 Sonatina i a-moll för piano och violin, op. posth. 137, nr 2
- D 386 Salve Regina i Bb-dur
- D 387 Kantat "Die Schlacht" (skiss)
- D 388 Lied "Laura am Klavier (två versioner)
- D 389 Lied "Des Mädchens Klage" tredje versionen, den första är D 6, den andra är D 191
- D 390 Lied "Entzückung an Laura" första versionen, den andra är D 577
- D 391 Lied "Die vier Weltalter"
- D 392 Lied "Pflügerlied"
- D 393 Lied "Die Einsiedelei"
- D 394 Lied "Gesang an die Harmonie" även kallad "An die Harmonie"
- D 395 Lied "Lebensmelodien"
- D 396 Lied "Gruppe aus dem Tartarus" första versionen, fragment, ej publicerad
- D 397 Lied "Ritter Toggenburg"
- D 398 Lied "Frühlingslied"
- D 399 Lied "Auf den Tod einer Nachtigall"
- D 400 Lied "Die Knabenzeit"

## D 401 till D 450
- D 401 Lied "Winterlied"
- D 402 Lied "Der Flüchtling"
- D 403 Lied "Lied" ("Ins stille Land") (två versioner)
- D 404 Lied "Wehmut" även kallad "Die Herbstnacht"
- D 405 Lied "Der Herbstabend"
- D 406 Lied "Abschied von der Harfe"
- D 407 Cantata "Beitrag zur fünfzigjährigen Jubelfeier des Herrn Salieri" första versionen, den andra är D 441
- D 408 Sonatina i g-moll för piano och violin, op. posth. 137, nr 3
- D 409 Lied "Die verfehlte Stunde (två versioner)
- D 410 Lied "Sprache der Liebe"
- D 411 Lied "Daphne am Bach"
- D 412 Lied "Stimme der Liebe"
- D 413 Lied "Entzückung"
- D 414 Lied "Geist der Liebe"
- D 415 Lied "Klage"
- D 416 Lied "Lied in der Abwesenheit"
- D 417 Symfoni, nr 4 i c-moll (c-moll) "Den tragiska"
- D 418 Lied "Stimme der Liebe"
- D 419 Lied "Julius an Theone"
- D 420 Tolv Deutsche Tänze för piano
- D 421 Sex Écossaises för piano
- D 422 Kvartett "Naturgenuss", op. 16, nr 2
- D 423 Trio "Andenken"
- D 424 Trio "Erinnerung"
- D 425 Trio "Lebenslied (förkommen)
- D 426 Trio "Trinklied (förkommen)
- D 427 Trio "Trinklied im Mai"
- D 428 Trio "Widerhall"
- D 429 Lied "Minnelied"
- D 430 Lied "Die frühe Liebe"
- D 431 Lied "Blumenlied"
- D 432 Lied "Der Leidende" även kallad "Klage (två versioner)
- D 433 Lied "Seligkeit" även kallad "Minnelied"
- D 434 Lied "Erntelied"
- D 435 Opera "Die Bürgschaft" i tre akter, ofullbordad, 16 nummer
- D 436 Lied "Klage" första versionen, den andra är D 437
- D 437 Lied "Klage" andra versionen, opublicerad
- D 438 Rondo i A-dur för violinsolo och stråkorkester
- D 439 Kvartett "An die Sonne"
- D 440 "Chor der Engel" för blandad kör
- D 441 (Trio) "Beitrag zur fünfzigjährigen Jubelfeier des Herrn Salieri" för två tenorer och bas med piano andra versionen, den första är D 407
- D 442 Lied "Das große Halleluja"
- D 443 Lied "Schlachtgesang" även kallad "Schlachtlied"
- D 444 Lied "Die Gestirne"
- D 445 Lied "Edone"
- D 446 Lied "Die Liebesgötter"
- D 447 Lied "An den Schlaf"
- D 448 Lied "Gott im Frühling"
- D 449 Lied "Der gute Hirt"
- D 450 Lied "Fragment aus dem Aeschylus (två versioner)

## D 451 till D 504
- D 451 Cantata "Prometheus" till Heinrich Josef Watteroths namnsdag
- D 452 Mässa, nr 4 i C-dur (andra Benedictus är D 961)
- D 453 Requiem i c-moll (fragment) 64 takter, opublicerad
- D 454 Lied "Grablied auf einen Soldaten"
- D 455 Lied "Freude der Kinderjahre"
- D 456 Lied "Das Heimweh"
- D 457 Lied "An die untergehende Sonne"
- D 458 Lied "Aus Diego Manazares"
- D 459 Sonata, nr 3 i E-dur, även kallad "Fünf Klavierstücke"
- D 460 Tantum ergo i C-dur för kör, orkester och orgel
- D 461 Tantum ergo i C-dur för soli, kör och orkester
- D 462 Lied "An Chloen"
- D 463 Lied "Hochzeit-Lied"
- D 463 Lied "Hochzeitslied"
- D 464 Lied "In der Mitternacht"
- D 465 Lied "Trauer der Liebe"
- D 466 Lied "Die Perle"
- D 467 Lied "Pflicht und Liebe"
- D 468 Lied "An den Mond"
- D 469 Lied "Mignon (två versioner), ofullst.
- D 470 Ouvertyr i Bb-dur för orkester
- D 471 Trio för stråkar i Bb-dur
- D 472 Kantate zu Ehren Josef Spendou's för soloröster, kör och orkester
- D 473 Lied "Liedesend"
- D 474 Lied "Lied des Orpheus, als er in die Hölle ging" även kallad "Orpheus"
- D 475 Lied "Abschied (nach einer Wallfahrtsarie)"
- D 476 Lied "Rückweg"
- D 477 Lied "Alte Liebe rostet nie"
- D 478 Lied "Harfenspieler I", op. 12, nr 1, två versioner
- D 479 Lied "Harfenspieler II", op. 12, nr 3, två versioner
- D 480 Lied "Harfenspieler III", op. 12, nr 2, tre versioner
- D 481 Lied "Lied der Mignon" fjärde versionen, de andra är D 310, D 359, D 877
- D 482 Lied "Der Sänger am Felsen"
- D 483 Lied "Lied" ("Ferne von der großen Stadt")
- D 484 Lied "Gesang der Geister über den Wassern" (fragment)
- D 485 Symfoni, nr 5 i Bb-dur
- D 486 Magnificat i C-dur
- D 487 Adagio och Rondo Concertante i F-dur för piano, violin, viola och cello
- D 488 Duett "Auguste jam coelestium" för sopran och tenor med orkester
- D 489 Lied "Der Unglückliche" även kallad "Der Wanderer" första versionen
- D 490 Lied "Der Hirt"
- D 491 Lied "Geheimnis"
- D 492 Lied "Zum Punsche"
- D 493 Lied "Der Wanderer" andra versionen, op. 4, nr 1
- D 494 "Der Geistertanz" för kör
- D 495 Lied "Abendlied der Fürstin"
- D 496 Lied "Bei dem Grabe meines Vaters"
- D 497 Lied "An die Nachtigall"
- D 498 Lied "Wiegenlied"
- D 499 Lied "Abendlied"
- D 500 Lied "Phidile"
- D 501 Lied "Zufriedenheit"
- D 502 Lied "Herbstlied"
- D 503 Lied "Mailied" (opublicerad)
- D 504 Lied "Am Grabe Anselmos" op. 6, nr 3

## D 505 till D 550
- D 505 Adagio i Dess-dur för piano
- D 506 Rondo i E-dur för piano
- D 507 Lied "Skolie"
- D 508 Lied "Lebenslied"
- D 509 Lied "Leiden der Trennung"
- D 510 Lied "Vedi, quanto adoro" (ur Metastasio's "Didone abbandonata")
- D 511 Écossaise i Ess-dur för piano
- D 512 Lied "Der Leidende" även kallad "Klage" (tredje versionen, opublicerad, de andra versionerna är D 432)
- D 513 Kvartett "La Pastorella" för manskör
- D 514 Lied "Die abgeblühte Linde", op. 7, nr 1
- D 515 Lied "Der Flug der Zeit", op. 7, nr 2
- D 516 Lied "Sehnsucht", op. 8, nr 2
- D 517 Lied "Der Schäfer und der Reiter", op. 13, nr 1
- D 518 Lied "An den Tod"
- D 519 Lied "Die Blumensprache"
- D 520 Lied "Frohsinn"
- D 521 Lied med kör "Jagtlied"
- D 522 Lied "Die Liebe"
- D 523 Lied "Trost"
- D 524 Lied "Der Alpenjäger", op. 13, nr 3
- D 525 Lied "Wie Ulfru fischt", op. 21, nr 3
- D 526 Lied "Fahrt zum Hades"
- D 527 Lied "Schlaflied", op. 24, nr 2
- D 528 Lied "La pastorella al prato"
- D 529 8 Écossaises för piano
- D 530 Lied "An eine Quelle"
- D 531 Lied "Der Tod und das Mädchen", op. 7, nr 3
- D 532 Lied "Das Lied vom Reifen"
- D 533 Lied "Täglich zu singen"
- D 534 Lied "Die Nacht"
- D 535 Lied med ackompanjmang för liten orkester "Lied"
- D 536 Lied "Der Schiffer", op. 21, nr 2
- D 537 Sonata, nr 4 i a-moll op. posth. 164
- D 538 Kvartett "Gesang der Geister über den Wassern" (andra versioner är D 484, 704, 705 och D 714)
- D 539 Lied "Am Strome", op. 8, nr 4
- D 540 Lied "Philoktet"
- D 541 Lied "Memnon", op. 6, nr 1
- D 542 Lied "Antigone und Oedip", op. 6, nr 2
- D 543 Lied "Auf dem See"
- D 544 Lied "Ganymed", op. 19, nr 3
- D 545 Lied "Der Jüngling und der Tod"
- D 546 Lied "Trost im Liede"
- D 547 Lied "An die Musik"
- D 548 Lied "Orest auf Tauris"
- D 549 Lied "Mahomet's Gesang" första versionen, den andra är D 721
- D 550 Lied "Die Forelle", op. 32, fem versioner

## D 551 till D 600
- D 551 Lied "Pax vobiscum"
- D 552 Lied "Hänflings Liebeswerbung", op. 20, nr 3
- D 553 Lied "Auf der Donau", op. 21, nr 1
- D 554 Lied "Uraniens Flucht"
- D 555 A En sång utan titel eller text
- D 556 Ouvertyr i D-dur för orkester
- D 557 Sonata, nr 5 i Ass-dur för piano
- D 558 Lied "Liebhaber in allen Gestalten"
- D 559 Lied "Schweizerlied"
- D 560 Lied "Der Goldschmiedsgesell"
- D 561 Lied "Nach einem Gewitter"
- D 562 Lied "Fischerlied"
- D 563 Lied "Die Einsiedelei" (andra versionen, den första är D 393, arrangeman för kvartett är D 337)
- D 564 Lied "Gretchens Bitte"
- D 565 Lied "Der Strom"
- D 566 Sonata, nr 6 i e-moll
- D 567 Sonata i Dess-dur för piano (första versionen av sonata i Ess-dur, D 568)
- D 568 Sonata, nr 8 i Ess-dur (för trio, se D 593)
- D 569 Lied "Das Grab"
- D 570 Scherzo i D-dur och fragment av Allegro i fiss-moll för piano
- D 571 Allegro i fiss-moll för piano (ofullbordad sonata)
- D 572 "Lied im Freien" för kör
- D 573 Lied "Iphigenia"
- D 573a Lektion i notation
- D 574 Sonata i A-dur för piano och violin, op. posth. 162
- D 575 Sonata, nr 9 i H-dur för piano, op. posth. 147
- D 576 Tretton variationer över ett tema av Anselm Hüttenbrenner, i a-moll, för piano
- D 577 Lied "Die Entzückung an Laura" (andra versionen, två fragment, första versionen is D 390)
- D 578 Lied "Abschied" även kallad "Abschied von einem Freunde"
- D 579 Lied "Der Knabe in der Wiege (Wiegenlied)"
- D 580 Polonaise i Bb-dur för violin och stråkorkester
- D 581 Trio för stråkar i Bb-dur
- D 582 Lied "Augenblicke im Elysium" (förkommen)
- D 583 Lied "Gruppe aus dem Tartarus", op. 24, nr 1
- D 583 Lied "Gruppe aus dem Tartarus" (andra versionen)
- D 584 Lied "Elysium"
- D 585 Lied "Atys"
- D 586 Lied "Erlafsee", op. 8, nr 3
- D 587 Lied "An den Frühling"
- D 588 Lied "Der Alpenjäger"
- D 589 Symphony, nr 6 i C-dur
- D 590 Ouvertyr (i italiensk stil) i D-dur för orkester
- D 591 Ouvertyr (i italiensk stil) i C-dur för orkester
- D 592 Ouvertyr i D-dur för fyrhändigt piano
- D 593 Två Scherzi, i Bb-dur och Dess-dur, för piano (arrangemang av D 590)
- D 594 Lied "Der Kampf"
- D 595 Lied "Thekla"
- D 596 Lied "Lied eines Kindes"
- D 597 Ouvertyr i C-dur för fyrhändigt piano
- D 597a Variationer i A-dur för violin solo skisser, förkommen
- D 598 Lied för manskör "Das Dörfchen" (skiss)
- D 598a Övningar (ej publicerad)
- D 599 Four Polonaises för fyrhändigt piano
- D 600 Menuett i ciss-moll

## D 601 till D 650
- D 601 Stråkkvartett i Bb-dur (fragment, ej publicerad, 32 bars)
- D 602 Tre marscher för fyrhändigt piano , op. 27, publicerade som "Trois marsch es héroiques"
- D 603 Introduktion och variationer över ett originaltema i Bb-dur för fyrhändigt piano (tveksam, se D 968a)
- D 604 Andante i A-dur för piano
- D 605 Fantasia i C-dur för piano fragment
- D 605a Fantasia i C-dur för piano "Grazer Fantasie"
- D 606 Marsch i E-dur för piano
- D 607 "Evangelium Johannes" för sopran och generalbas
- D 608 Rondo i D-dur för fyrhändigt piano
- D 609 Kvartett "Lebenslust"
- D 610 Trio i E-dur för piano (till en förkommen menuett, troligen D 600)
- D 611 Lied "Auf der Riesenkoppe"
- D 612 Adagio i E-dur för piano
- D 613 Två satser ur en sonata i C-dur för piano (fragment)
- D 614 Lied "An den Mond in einer Herbstnacht"
- D 615 Symfoni, i D-dur skisser, ej publicerad
- D 616 Lied "Grablied für die Mutter"
- D 617 Sonata i Bb-dur för fyrhändigt piano, op. 30
- D 618 Deutscher Tanz med två trior och coda och två andra Deutsche Tänze för fyrhändigt piano
- D 618A Polonäser för fyrhändigt piano (skisser, ej publicerad)
- D 619 Röstövningar för två röster med generalbas
- D 620 Lied "Einsamkeit"
- D 621 Deutsche Trauermesse för fyra röster med orgel (först publicerad i Ferdinand Schuberts namn)
- D 622 Lied "Der Blumenbrief"
- D 623 Lied "Das Marienbild"
- D 624 Åtta variationer över en fransk sång, i e-moll, för piano, op. 10
- D 625 Sonata, nr 11 i f-moll för piano (ofullst.)
- D 626 Lied "Blondel zu Marien"
- D 627 Lied "Das Abendrot"
- D 628 Lied "Sonett I"
- D 629 Lied "Sonett II"
- D 630 Lied "Sonett III"
- D 631 Lied "Blanka"
- D 632 Lied "Vom Mitleiden Maria"
- D 633 Lied "Der Schmetterling"
- D 634 Lied "Die Berge"
- D 635 Kvartett "Ruhe"
- D 636 Lied "Sehnsucht"
- D 637 Lied "Hoffnung"
- D 638 Lied "Der Jüngling am Bache"
- D 639 Lied "Widerschein"
- D 640 Två Ländler (opublicerad)
- D 641 Kvartett "Das Döfchen", op. 11, nr 1
- D 642 Chorus "Das Feuerwerk"
- D 643 Deutscher Tanz i ciss-moll och Écossaise i Dess-dur för piano
- D 643a Kvartett "Das Grab"
- D 644 Melodram "Die Zauberharfe"
- D 645 Skiss ur en lied "Abend" (ej publicerad)
- D 646 Lied "Die Gebüsche"
- D 647 Sångspel "Die Zwillingsbrüder"
- D 648 Ouvertyr i e-moll för orkester
- D 649 Lied "Der Wanderer" (senare använd som grund för Wanderer Fantasie, D 760)
- D 650 Lied "Abendbilder"

## D 651 till D 700
- D 651 Lied "Himmelsfunken"
- D 652 Lied "Das Mädchen"
- D 653 Lied "Berthas Lied in der Nacht"
- D 654 Lied "An die Freunde"
- D 655 Allegro i ciss-moll för piano
- D 656 Kvintett för manskör "Sehnsucht"
- D 657 Kvartett "Ruhe, schönstes Glück der Erde"
- D 658 Lied "Marie"
- D 659 Lied "Hymne I"
- D 660 Lied "Hymne II"
- D 661 Lied "Hymne III"
- D 662 Lied "Hymne IV"
- D 663 Lied "Der 13. Psalm"
- D 664 Sonata, nr 13 i A-dur, op. posth. 120
- D 665 Kvartett "Im traulichen Kreise" (förkommen)
- D 666 Trio "Kantate zum Geburtstag des Sängers Johann Michael Vogl"
- D 667 Kvintett för piano och stråkar i A-dur, "Forellkvintetten", op. posth. 114.
- D 668 Ouvertyr i g-moll för fyrhändigt piano
- D 669 Lied "Beim Winde"
- D 670 Lied "Der Sternnachte"
- D 671 Lied "Trost"
- D 672 Lied "Nachtstück"
- D 673 Lied "Die Liebende schreibt"
- D 674 Lied "Prometheus"
- D 675 Ouvertyr i F-dur för fyrhändigt piano
- D 676 Salve Regina (Drittes Offertorium) i A-dur för sopran och orkester
- D 677 Lied "Die Götter Griechenlands"
- D 678 Mässa, nr 5 i Ass-dur (två versioner)
- D 679 Två Ländler i Ess-dur för piano
- D 680 Två Ländler i Dess-dur för piano
- D 681 Åtta Ländler för piano (av tolv, de första fyra har förkommit)
- D 682 Lied "Ueber allen Zauber Liebe" (ofullbordad)
- D 683 Lied "Die Wolkenbraut (förkommen)
- D 684 Lied "Die Sterne"
- D 685 Lied "Morgenlied", op. 4, nr 2
- D 686 Lied "Frühlingsglaube", op. 20, nr 2 (även kallad "Foi au Printemps")
- D 687 Lied "Nachthymne"
- D 688 Four Songs "Vier Canzonen"
- D 689 Påskkantat "Lazarus, oder Die Feter der Auferstehung" (fragment)
- D 690 Lied "Abendröte"
- D 691 Lied "Die Vögel"
- D 692 Lied "Der Knabe"
- D 693 Lied "Der Fluss"
- D 694 Lied "Der Schiffer"
- D 695 Lied "Namenstagslied"
- D 696 Sex Antifoner för Palmsöndagen, för blandad kör
- D 697 Fem Écossaises för piano
- D 698 Lied "Die Fräuleins Liebeslauschen"
- D 698 Lied "Liebeslauschen"
- D 699 Lied "Der entsühnte Orest"
- D 700 Lied "Freiwilliges Versinken"

## D 701 till D 750
- D 701 Opera "Sakuntala" (enbart skisser av två akter)
- D 702 Lied "Der Jüngling auf dem Hügel", op. 8, nr 1
- D 703 Allegro i c-moll för stråkkvartett, nr 12 (Quartettsatz)
- D 704 Oktett "Gesang der Geister über den Wassern" för mansröster (ofullbordad skiss)
- D 705 "Gesang der Geister über den Wassern" för manskör (andra skissen, sista versionen är D 714)
- D 706 "Der 23. Psalm" för kör med piano
- D 707 Lied "Der zürnenden Diana" (två versioner)
- D 708 Lied "Im Walde"
- D 708a Symfoni, i D-dur (skisser)
- D 709 Kvartett "Frühlingsgesang"
- D 710 Kvartett "Im Gegenwärtiigen Vergangenes"
- D 711 Lied "Lob der Tränen", op. 13, nr 2
- D 712 Lied "Die gefangenen Sänger"
- D 713 Lied "Der Unglückliche" två versioner
- D 714 Oktett "Gesang der Geister über den Wassern" för fyra tenorer och fyra basar, med stråkar
- D 715 Lied "Versunken"
- D 716 Lied "Grenzen der Menschheit"
- D 717 Lied "Suleika II", op. 31
- D 718 Variationer över ett tema av Anton Diabelli (se Vaterländischer Künstlerverein)
- D 719 Lied "Geheimes", op. 14, nr 2
- D 720 Lied "Suleika I", op. 14, nr 1
- D 721 Lied "Mahomet's Gesang" andra versionen, fragment, första versionen är D 549
- D 722 Deutscher Tanz i Gess-dur för piano
- D 723 Aria och duett till Ferdinand Hérolds opera "Das Zauberglöckchen"
- D 724 Kvartett "Die Nachtigall"
- D 725 Duett "Linde Lüfte wehen" för mezzosopran och tenor med piano (fragment)
- D 726 Lied "Mignon" (första versionen "Heiss' mich nicht reden")
- D 727 Lied "Mignon" (tredje versionen "So lasst mich scheinen")
- D 728 Lied "Johanna Sebus" (fragment)
- D 729 Symfoni, i E-dur (skiss, ej publicerad)
- D 730 Tantum ergo i Bb-dur för solister, kör och orkester
- D 731 Lied "Der Blumen Schmerz"
- D 732 Opera "Alfonso und Estrella" (tre akter, 35 nummer)
- D 733 Tre militärmarscher för fyrhändigt piano
- D 734 Sexton Ländler och två Écossaises för piano
- D 735 Galopp och åtta Écossaises
- D 736 Lied "Ihr Grab"
- D 737 Lied "An die Leier"
- D 738 Lied "Im Haine"
- D 739 Tantum ergo i C-dur för kör, orkester och orgel
- D 740 Lied för manskör "Frühlingsgesang", op. 16, nr 1
- D 741 Lied "Sei mir gegrüsst!", op. 20, nr 1
- D 742 Lied "Der Wachtelschlag"
- D 743 Lied "Selige Welt", op. 23, nr 2
- D 744 Lied "Schwanengesang", op. 23, nr 3
- D 745 Lied "Die Rose"
- D 746 Lied "Am See"
- D 747 Kvartett "Geist der Liebe", op. 11, nr 3
- D 748 "Am Geburtstage des Kaisers" för solister, kör och orkester
- D 749 Lied "An Herrn Josef von Spaun, Assessor in Linz (Epistel)"
- D 749 Lied "Herr Josef Spaun, Assessor in Linz"
- D 750 Tantum ergo i D-dur för kör, orkester och orgel

## D 751 till D 800
- D 751 Lied "Die Liebe hat gelogen", op. 23, nr 1
- D 752 Lied "Nachtviolen"
- D 753 Lied "Heliopolis" även kallad "Aus 'Heliopolis' I"
- D 754 Lied "Im Hochgebirge" även kallad "Aus 'Heliopolis' II"
- D 755 Kyrie i a-moll (skiss)
- D 756 Lied "Du liebst mich nicht" (två versioner)
- D 757 "Gott in der Natur" för två sopraner och två altar med piano
- D 758 Lied "Todesmusik"
- D 759 Symfoni, nr 8 i h-moll
- D 759a Ouvertyr till "Alfonso und Estrella"
- D 760 Fantasia i C-dur, "Wanderer-Fantasie", op. 15
- D 761 Lied "Schatzgräbers Begehr", op. 22, nr 2
- D 762 Lied "Schwestergruss"
- D 763 Kvartett "Geburtstaghymne" eller "Schicksalslenker" eller "Des Tages Weihe"
- D 764 Lied "Der Musensohn"
- D 765 Lied "An die Entfernte"
- D 766 Lied "Am Flusse"
- D 767 Lied "Wilkommen und Abschied"
- D 768 Lied "Wandrers Nachtlied II"
- D 769 Två Deutsche Tänze för piano
- D 769a Sonata i e-moll för piano fragment, tidigare D 994
- D 770 Lied "Drang in die Ferne"
- D 771 Lied "Der Zwerg"
- D 772 Lied "Wehmut"
- D 773 Ouvertyr till "Alfonso und Estrella" arrangerad för fyrhändigt piano
- D 774 Lied "Auf dem Wasser zu singen", op. 72
- D 775 Lied "Dass sie hier gewesen"
- D 776 Lied "Du bist die Ruh'"
- D 777 Lied "Lachen und Weinen"
- D 778 Lied "Griesengesang"
- D 778b Kvartett "Ich hab in mich gesogen" skiss
- D 779 34 Valses nobles et sentimentales för piano
- D 780 Sex Moments musicaux för piano, op. 94
- D 781 Tolv (elva) Écossaises för piano
- D 782 Écossaise i D-dur för piano
- D 783 Sexton tyska danser och två Écossaises för piano
- D 784 Sonata, nr 14 i a-moll, op. posth. 143
- D 785 Lied "Der zürnende Barde"
- D 786 Lied "Viola"
- D 787 Sångspel "Die Verschworenen" (12 nummer), nr 3 Romanze: "Ich schleiche bang und still"
- D 788 Lied "Die Mutter Erde"
- D 790 Tolv Deutsche Tänze, även kallade Ländler, för piano
- D 791 Skisser till en opera "Rüdiger" ej publicerad
- D 792 Lied "Vergissmeinicht"
- D 793 Lied "Das Geheimnis"
- D 794 Lied "Der Pilgrim"
- D 795 Sångcykel, Die schöne Müllerin, som består av följande sånger:

1. "Das Wandern"
2. "Wohin?"
3. "Halt!"
4. "Danksagung an den Bach"
5. "Am feierabend"
6. "Der Neugierige"
7. "Ungeduld"
8. "Morgengruss"
9. "Des Müllers Blumen"
10. "Thränenregen"
11. "Mein!"
12. "Pause"
13. "Mit dem grünen Lautenbande"
14. "Der Jäger"
15. "Eifersucht und Stolz"
16. "Die liebe Farbe"
17. "Die böse Farbe"
18. "Trockne Blumen"
19. "Der Müller und der Bach"
20. "Das Baches Wiegenlied"

- D 796 Opera "Fierabras" (i tre akter, 23 nummer)
- D 797 Skådespelsmusik till "Rosamunde, Fürstin von Cypern", op. 26
- D 798 Ouvertyr till "Fierabras" arrangerad för fyrhändigt piano
- D 799 Lied "Im Abendrot"
- D 800 Lied "Der Einsame"

## D 801 till D 850
- D 801 Lied "Dithyrambe"
- D 802 Introduktion och variationer över "Trockne Blumen"
- D 803 Oktett i F-dur för stråkar och blåsare, op. posth. 166
- D 804 Stråkkvartett, nr 13 i a-moll "Rosamunde", op. 29
- D 805 Lied "Der Sieg"
- D 806 Lied "Abendstern"
- D 807 Lied "Auflösung"
- D 808 Lied "Gondelfahrer"
- D 809 Lied för manskör "Der Gondelfahrer", op. 28
- D 810 Stråkkvartett, nr 14 i d-moll "Der Tod und das Mädchen"
- D 811 Salve Regina i C-dur för kvartett
- D 812 Sonata i C-dur för fyrhändigt piano, även kallad Grand Duo, op. posth. 140
- D 813 Åtta variationer över ett originaltema i Ass-dur för fyrhändigt piano
- D 814 Fyra Ländler för fyrhändigt piano
- D 815 Kvartett "Gebet"
- D 816 Tre Écossaises för piano
- D 817 Ungarische Melodie i h-moll för piano
- D 818 Divertissement à la hongroise i g-moll för fyrhändigt piano, op. 54
- D 819 Sex Grand marscher och trior för fyrhändigt piano
- D 820 Sex Deutsche Tänze för piano
- D 821 Sonata i a-moll för piano och arpeggione
- D 822 Lied "Lied eines Kriegers" för bas med unison kör
- D 823 Divertissement i e-moll för fyrhändigt piano (publicerad som Andantino Varié)
- D 824 Sex polonäser för fyrhändigt piano
- D 825 Kvartett för manskör "Wehmut"
- D 825a Kvartett "Ewige Liebe"
- D 825b Kvartett "Flucht"
- D 826 Kvartett "Der Tanz"
- D 827 Lied "Nacht und Träume"
- D 828 Lied "Die junge Nonne"
- D 829 Lied "Abschied"
- D 830 Lied "Lied der Anne"
- D 831 Lied "Gesang der Norna"
- D 832 Lied "Des Sängers Habe"
- D 833 Lied "Der blinde Knabe"
- D 834 Lied "Im Walde"
- D 835 Kvartett "Bootgesang", op. 52, nr 3
- D 836 Kör "Coronach", op. 52, nr 4
- D 837 Lied "Ellens Gesang I", op. 52, nr 1
- D 838 Lied "Ellens Gesang II", op. 52, nr 2
- D 839 Lied "Ellens Gesang III", op. 52, nr 6, Ellens dritter Gesang, (känd som: Ave Maria)
- D 840 Sonata, nr 15 i C-dur även kallad "Reliquie" (tredje och fjärde satserna ofullst.)
- D 841 Två Deutsche Tänze för piano
- D 842 Lied "Totengräbers Heimweh"
- D 843 Lied "Lied des gefangenen Jägers", op. 52, nr 7
- D 844 Walzer i G-dur även kallad "Albumblatt"
- D 845 Sonata, nr 16 i a-moll, op. 42
- D 846 Lied "Normans Gesang", op. 52, nr 5
- D 847 Kvartett "Trinklied aus dem XVI. Jahrhundert"
- D 848 Kör "Nachtmusik", op. posth. 156
- D 849 Symfoni (förkommen, känd som "Gmunden-Gastein")
- D 850 Sonata, nr 17 i D-dur, op. 53

## D 851 till D 900
- D 851 Lied "Das Heimweh"
- D 852 Lied "Die Allmacht"
- D 853 Lied "Auf der Bruck"
- D 854 Lied "Fülle der Liebe"
- D 855 Lied "Wiedersehn"
- D 856 Lied "Abendlied für die Entfernte"
- D 857 Lied "Delphine"
- D 858 Marsch för två pianon (tveksam, opublicerad)
- D 859 ”Grande march e funèbre à l'occasion de la mort de S. M. Alexandre I, Empereur de toutes les Russies”, i c-moll, för fyrhändigt piano
- D 860 Lied "An mein Herz"
- D 861 Lied "Der liebliche Stern"
- D 862 Lied "Um Mitternacht"
- D 863 Lied "An Gott" (förkommen)
- D 864 Lied "Das Totenhemdchen" (förkommen)
- D 865 Kvartett "Widerspruch"
- D 866 Fyra Refrain-Lieder:

1. "Die Unterscheidung"
2. "Bei dir allein"
3. "Die Männer sind máchant!"
4. "Irdisches Glück"

- D 867 Lied "Wiegenlied"
- D 868 Lied "Das Echo" op. posth. 130
- D 869 Lied "Totengräber-Weise"
- D 870 Lied "Der Wanderer an den Mond"
- D 871 Lied "Das Zügenglöcklein"
- D 872 "Gesange zur Feier des heiligen Opfers der Messe" även kallad "Deutsche Messe" för blandad kör, blåsare och orgel
- D 873 Canon a sei (opublicerad)
- D 873a Kvartett "Nachklänge" (skiss)
- D 874 Skiss ur en lied "O Quell, was strömst du rasch und wild" (ej publicerad)
- D 875 Kvintett "Mondenschein"
- D 875a Kvartett "Die Allmacht" (skiss)
- D 876 Lied "Ich bin von aller Ruh' gescheiden" även kallad "Tiefes Leid" (originaltitel: "Im Jänner 1817")
- D 877 Fyra sånger ur Goethe's "Wilhelm Meister"

1. "Mignon und der Harfner"
2. "Lied der Mignon" ("Heiss' mich nicht reden")
3. "Lied der Mignon" ("So lasst mich scheinen")
4. "Lied der Mignon" ("Nur wer die Sehnsucht kennt")

- D 878 Lied "Am Fenster"
- D 879 Lied "Sehnsucht"
- D 880 Lied "Im Freien"
- D 881 Lied "Fischerweise" (två versioner)
- D 882 Lied "Im Frühling"
- D 883 Lied "Lebensmut"
- D 884 Lied "Ueber Wildemann"
- D 885 Grande march héroïque composée à l'occasion du Sacre de Sa Majesté Nicolas I, Empereur des toutes les Russies, i a-moll, för fyrhändigt piano
- D 886 Två ”Marches caractéristiques” i C-dur för fyrhändigt piano
- D 887 Stråkkvartett, nr 15 i G-dur op. posth. 161
- D 888 Lied "Trinklied"
- D 889 Lied "Ständchen" ("Horch! Horch! die Lerch!")
- D 890 Lied "Hippolits Lied"
- D 891 Lied "Gesang" även kallad "An Sylvia"
- D 892 Lied "Nachthelle" för tenorsolo och manskör med piano
- D 893 Kvartett "Grab und Mond"
- D 894 Sonata, nr 18 i G-dur, även kallad Fantasia, op. 78
- D 895 Rondo i h-moll för piano och violin, op. 70, "Rondeau brillant"
- D 896 Skiss ur en Lied "Fröliches Scheiden"
- D 897 Adagio i Ess-dur för pianotrio, även kallad "Notturno"
- D 898 Trio för piano, nr 1 i Bb-dur, op. 99
- D 899 Fyra impromptu för piano, op. 90
- D 900 Allegretto i c-moll för piano (fragment)

## D 901 till D 950
- D 901 Kvartett "Wein und Liebe"
- D 902 Drei Gesänge

1. "L'incanto degli occhi"
2. "Il traditor deluso"
3. "Il modo di prender moglie"

- D 903 Lied med kör "Zur guten Nacht"
- D 904 Lied "Alinde"
- D 905 Lied "An die Laute"
- D 906 Lied "Der Vater mit dem Kind"
- D 907 Lied "Romanze des Richard Löwenherz"
- D 908 Variationer on a Theme from Herold's "Marie" i C-dur
- D 909 Lied "Jägers Liebeslied"
- D 910 D 910 "Schiffers Scheidelied"
- D 911 Sångcykel "Winterreise", som består av följande sånger:

1. "Gute Nacht"
2. "Die Wetterfahne"
3. "Gefror'ne Tränen"
4. "Erstarrung"
5. "Der Lindenbaum"
6. "Wasserflut"
7. "Auf dem Flusse"
8. "Rückblick"
9. "Irrlicht"
10. "Rast" (två versioner)
11. "Frühlingstraum"
12. "Einsamkeit" (två versioner)
13. "Die Post"
14. "Der greise Kopf"
15. "Die Krähe"
16. "Letzte Hoffnung"
17. "Im Dorfe"
18. "Der stürmische Morgen"
19. "Täuschung"
20. "Der Wegweiser"
21. "Das Wirtshaus"
22. "Mut"
23. "Die Nebensonnen"
24. "Der Leiermann" (två versioner)

- D 912 "Schlachtlied" för dubbel manskör
- D 913 Kvartett "Nachtgesang im Walde"
- D 914 Kvartett "Frühlingslied"
- D 915 Allegretto i c-moll för piano
- D 916 Kvartett "Das stille Lied" (ej publicerad)
- D 916a
- D 916b Pianostycke i C-dur (skiss)
- D 916c Pianostycke i c-moll (skiss)
- D 917 "Das Lied im Grünen"
- D 918 Opera "Der Graf von Gleichen" (skiss, endast en körsats publicerad)
- D 919 Lied "Frülingslied"
- D 920 "Ständchen" ("Zögernd leise") även kallad "Notturno" för altsolo och kör med piano (första versionen)
- D 921 "Ständchen" ("Zögernd leise") även kallad "Notturno" för altsolo och kör med piano (andra versionen)
- D 922 Lied "Heimliches Lieben"
- D 923 Lied "Eine altschottische Ballade" (två versioner)
- D 924 Tolv Grazer Walzer för piano
- D 925 Grazer Galopp för piano
- D 926 Lied "Das Weinen"
- D 927 Lied "Vor meiner Wiege"
- D 928 Kindermarsch i G-dur för fyrhändigt piano
- D 929 Trio för piano, nr 2 i Ess-dur, op. 100
- D 930 Comic trio "Der Hochzeitsbraten"
- D 931 Lied "Der Wallensteiner Lanzknecht beim Trunk"
- D 932 Lied "Der Kreuzzug"
- D 933 Lied "Des Fischers Liebesglück"
- D 934 Fantasia i C-dur för piano och violin, op. posth. 159
- D 935 Fyra impromptu för piano, op. posth. 142
- D 936 Sextet "Kantate zur Feier der Genesung des Fräulein Irene von Kiesewetter"
- D 936a Symfoni, i D-dur (skisser)
- D 937 Lied "Lebensmut" (fragment)
- D 938 Lied "Der Winterabend"
- D 939 Lied "Die Sterne"
- D 940 Fantasia i f-moll för fyrhändigt piano, op. posth. 103
- D 941 Kvartett "Hymnus an den heiligen Geist" första versionen, förkommen, andra versionen är D 948, sista versionen är D 964
- D 942 Lied "Mirjam's Siegesgesang" för sopransolo och kör med piano
- D 943 Lied "Auf den Strom"
- D 944 Symfoni, nr 9 i C-dur
- D 944A Deutscher Tanz för piano (förkommen)
- D 945 Lied "Herbst"
- D 946 Tre impromptu för piano, även kallade "Drei Klavierstücke"
- D 947 Allegro i a-moll för fyrhändigt piano, även kallad "Lebensstürme", op. posth. 144
- D 948 Kvartett "Hymnus an den heiligen Geist" andra versionen
- D 949 Lied "Widerschein"
- D 950 Mässa, nr 6 i Ess-dur för kvartett, blandad kör och orkester

## D 951 till D 965
- D 951 Rondo i A-dur för fyrhändigt piano
- D 952 Fuga i e-moll för orgel eller fyrhändigt piano op. posth. 152
- D 953 "Der 92. Psalm, Lied für den Sabbath" för barytonsolo och kör
- D 954 Chorus "Glaube, Hoffnung und Liebe" med blåsare
- D 955 Lied "Glaube, Hoffnung und Liebe", op. 97
- D 955a Lied "She Loves You", op. 97
- D 956 Stråkkvintett i C-dur för två violiner, viola och två celli, op. posth. 163
- D 957 Sångcykel "Schwanengesang", som består av följande sånger:

1. "Liebesbotschaft"
2. "Kriegers Ahnung"
3. "Frühlingssehnsucht"
4. "Ständchen" (also även kallad "Serenade")
5. "Aufenhalt"
6. "In der Ferne"
7. "Abschied"
8. "Der Atlas"
9. "Ihr Bild"
10. "Das Fischermädchen"
11. "Die Stadt"
12. "Am Meer"
13. "Der Doppelgänger"

- D 958 Sonata i c-moll för piano
- D 959 Sonata i A-dur för piano
- D 960 Sonata i Bb-dur för piano
- D 961 Ett andra Benedictus till Mässa i C-dur, för kvartett, blandad kör, orkester och orgel för D 452
- D 962 Tantum Ergo i Ess-dur, för kvartett, blandad kör och orkester
- D 963 Offertoriumi Bb-dur, för tenor, kör och orkester
- D 964 "Hymnus an den heiligen Geist" för åtta mansröster, soli och kör, med blåsare
- D 965 Lied "Der Hirt auf dem Felsen" med piano och klarinett eller cello, op. posth. 129
- D 965a Lied "Die Taubenpost"

## Odaterade verk, D 966 till D 992
- D 966 Fragment av en orkestersats i D-dur
- D 966a Fragment av en orkestersats i D-dur nu D 71c
- D 966b Orkesterskisser i A-dur (fragment)
- D 967 Fuga in four parts för piano (skiss, now D 37a)
- D 968 Allegro moderato i C-dur och Andante i a-moll, även kallad "Sonatine" för fyrhändigt piano
- D 969 Tolv Valses Nobles för piano, op. 77
- D 970 Sex Deutsche Tänze för piano
- D 971 Tre Deutsche Tänze för piano
- D 972 Tre Deutsche Tänze för piano
- D 973 Tre Deutsche Tänze för piano
- D 974 Två Deutsche Tänze för piano
- D 975 Deutsche Tanz i D-dur för piano
- D 976 Cotillon i Ess-dur för piano
- D 977 Åtta Écossaises för piano
- D 978 Valser i Ass-dur för piano
- D 979 Valser för piano
- D 980 Två valse för piano
- D 980a
- D 980b
- D 980c
- D 980d
- D 980e
- D 980f Marsch i G-dur för piano
- D 981 Sångspel "Der Minnesänger" (fragment, förkommen)
- D 982 Skisser till en opera
- D 983 Fyra kvartetter. op. 17

1. "Jünglingswonne"
2. "Liebe"
3. "Zum Rundetanz"
4. "Die Nacht"

- D 984 Kvartett "Der Wintertag"
- D 985 Kvartett "Gott im Ungewitter"
- D 986 Kvartett 'Gott der Weltschöpfer"
- D 987 Kvartett "Osterlied" (nu D 168a)
- D 988 Kanon "Liebe säuseln die Blätter" för tre röster
- D 989 Lied "Die Erde" (förkommen)
- D 990 Lied "Der Graf von Habsburg" (fragment)
- D 991 Lied "O lasst euch froh begrüssen, Kinder der vergnügten Au" (fragment)
- D 992 Part-song "Wer wird sich nicht innig freuen" (fragment)

## Tillägg, D 993 till D 998
- D 993 Fantasia i c-moll för piano, nu D 2e
- D 994 Allegro i e-moll för piano (nu D 769a)
- D 995 Två menuetter för piano (nu D 2d)
- D 996 Ouvertyr i D-dur för orkester (nu D 2a)
- D 997 Fragment av en symfoni i D-dur (nu D 2b)
- D 998 Fragment av en stråkkvartett i (?) F-dur